# Jarosza Kutasińskiego uwagi nad stanem nieszlacheckim w Polszcze
Jarosza Kutasińskiego herbu Dęboróg, szlachcica łukowskiego, uwagi nad stanem nieszlacheckim w Polszcze – dzieło satyryczne Franciszka Salezego Jezierskiego wydane w Warszawie w 1790.
Utwór zainspirowany został wydarzeniami czarnej procesji i dyskusją nad sprawą mieszczańską. Ma formę pamiętnika pisanego przez Jarosza Kutasińskiego, szlachcica zagrodowego z Podlasia. Wykpione są w nim anachroniczne poglądy szlachty, zwłaszcza gołoty, będącej podporą wpływów magnaterii. W tekście wzięty jest natomiast w obronę stan mieszczański, np. w wypowiedzi nauczyciela. Wyeksponowana została także ranga społeczna mieszczan.